# Nacionalni park Nyungwe
Nacionalni park Nyungwe osnovan je 2004. godine i pokriva područje od približno 1019 km   prašume, bambusa, travnjaka i močvara koje se naziva još i Šuma Nyungwe. 

## Životinjski svijet
Šuma Nyungwe ima veliku raznolikost životinjskih vrsta, što je čini prioritetom za očuvanje u Africi. Šuma se nalazi u regiji u kojoj se susreće nekoliko velikih biogeografskih zona, a raznolikost kopnenih bioma pruža veliki raspon mikrostaništa za mnoge različite vrste biljaka i životinja.
u Parku žive 13 vrsta primata (25 % od ukupnog broja Afrike), 275 vrsta ptica, 1068 vrsta biljaka, 85 vrsta sisavaca, 32 vrste vodozemaca i 38 vrsta gmazova. Broj endemskih vrsta pronađenih ovdje veći je nego u bilo kojoj drugoj šumi u gorju Albertine Rift. Šuma, koja doseže svoju najveću nadmorsku visinu od 3000 metara nadmorske visine, od posebnog je interesa zbog prisutnosti kolonija čimpanza (Pan troglodytes) i angolskog kolobusa (Colobus angolensis), potonji je sada izumro u Angoli zbog intenzivnog lova na koje bili su podvrgnuti.
Vrste primata koje žive na ovom području su:
- Obična čimpanza (Pan troglodytes)
- Ruwenzori kolobus (Colobus angolensis ruwenzori)
- L'Hoestov majmun (Cercopithecus l'hoesti)
- Srebrni majmun (Cercopithecus doggetti)
- Zlatni majmun (Cercopithecus kandti)
- Hamlynov majmun (Cercopithecus hamlyni)
- Crvenorepi majmun (Cercopithecus ascanius)
- Dentov mona majmun (Cercopithecus denti)
- Vervet majmun (Chlorocebus pygerythrus)
- Maslinov pavijan (Papio anubis)
- Sivoobrazi mangabej (Lophocebus albigena)

## Vanjske poveznice
- Službena stranica